# Xyletinus bicolor
Xyletinus bicolor är en skalbaggsart som beskrevs av White 1977. Xyletinus bicolor ingår i släktet Xyletinus och familjen trägnagare. Inga underarter finns listade i Catalogue of Life.